# Гринвіч Тауншип (округ Камберленд, Нью-Джерсі)
Гринвіч Тауншип (англ. Greenwich Township) — селище (англ. township) в США, в окрузі Камберленд штату Нью-Джерсі. Населення — 771 особа (2020).

## Демографія
Згідно з переписом 2010 року, у селищі мешкали 804 особи в 336 домогосподарствах у складі 229 родин. Було 369 помешкань
Расовий склад населення:
| - 91,4 % — білих - 3,7 % — чорних або афроамериканців - 1,2 % — корінних американців - 0,5 % — азіатів |

До двох чи більше рас належало 2,5 %. Частка іспаномовних становила 2,6 % від усіх жителів.
За віковим діапазоном населення розподілялося таким чином: 19,8 % — особи молодші 18 років, 62,2 % — особи у віці 18—64 років, 18,0 % — особи у віці 65 років та старші. Медіана віку мешканця становила 47,7 року. На 100 осіб жіночої статі у селищі припадало 101,0 чоловіків;  на 100 жінок у віці від 18 років та старших — 104,1 чоловіків також старших 18 років.
Середній дохід на одне домашнє господарство  становив 80 823 долари США (медіана — 66 667), а середній дохід на одну сім'ю — 97 546 доларів (медіана — 81 625). Медіана доходів становила 61 429 доларів для чоловіків та 44 875 доларів для жінок. За межею бідності перебувало 7,5 % осіб, у тому числі 7,8 % дітей у віці до 18 років та 7,9 % осіб у віці 65 років та старших.
Цивільне працевлаштоване населення становило 464 особи. Основні галузі зайнятості: освіта, охорона здоров'я та соціальна допомога — 21,1 %, роздрібна торгівля — 12,9 %, публічна адміністрація — 11,2 %, мистецтво, розваги та відпочинок — 11,0 %.